# Robert van Worms
Robert III van Worms (voor 790 - voor 834), ook Rutpert, was een zoon van Robert van Haspengouw, uit het bekende geslacht der Robertijnen. Robert was in 807 graaf van de Wormsgouw en de Oberrheingau, keizerlijk gezant in Mainz en een vooraanstaand hoveling van Lodewijk de Vrome.
Hij was gehuwd met Waldrada van Orléans, erfdochter van graaf Hadrianus van Orléans (en daardoor kleindochter van Gerold van Vintzgouw) en Waldrada van Hornbach. Zij erfde in 822 omvangrijke goederen in de omgeving van Orléans. 19 december 834 deed Waldrada samen met haar zoon Guntram een schenking voor het zielenheil van Robert aan de Abdij van Lorsch.
Robert en Waldrada waren ouders van:
- Oda, gehuwd met Werner, graaf van de Wormsgouw
- Guntram
- een dochter, gehuwd met Megingoz I, graaf van de Wormsgouw
- Robert de Sterke (ca. 820-866).